# Raghunathchak
Raghunathchak là một thị trấn thống kê (census town) của quận Barddhaman thuộc bang Tây Bengal, Ấn Độ.

## Nhân khẩu
Theo điều tra dân số năm 2001 của Ấn Độ, Raghunathchak có dân số 5477 người. Phái nam chiếm 54% tổng số dân và phái nữ chiếm 46%. Raghunathchak có tỷ lệ 61% biết đọc biết viết, cao hơn tỷ lệ trung bình toàn quốc là 59,5%: tỷ lệ cho phái nam là 69%, và tỷ lệ cho phái nữ là 52%. Tại Raghunathchak, 13% dân số nhỏ hơn 6 tuổi.